# Heliga Bebådelsens kapell, Sovoljano
Heliga Bebådelsens kapell (bulgariska: Параклис "Свето Благовещение"; translitteration: Paraklis ''Sveto Blagoveshenie) är ett bulgariskt-ortodoxt kapell beläget i den centrala delen av byn Sovoljano, i kommunen Obsjtina Kjustendil i regionen Kjustendil, i västra Bulgarien.
Kapellet är helgat åt Bebådelsen, då ärkeängeln Gabriel överlämnade budskapet till Jungfru Maria att hon skulle föda Jesus Kristus och tillhör det bulgarisk-ortodoxa stiftet Sofias stift.

## Historik
Heliga Bebådelsens kapell i Sovoljano byggdes till minne av en sångare vid namn Blagovest Porozhanov, som själv växte upp i byn.
Kapellet invigdes den 25 mars 2008, samma dag som Bebådelsen firas.

## Bilder

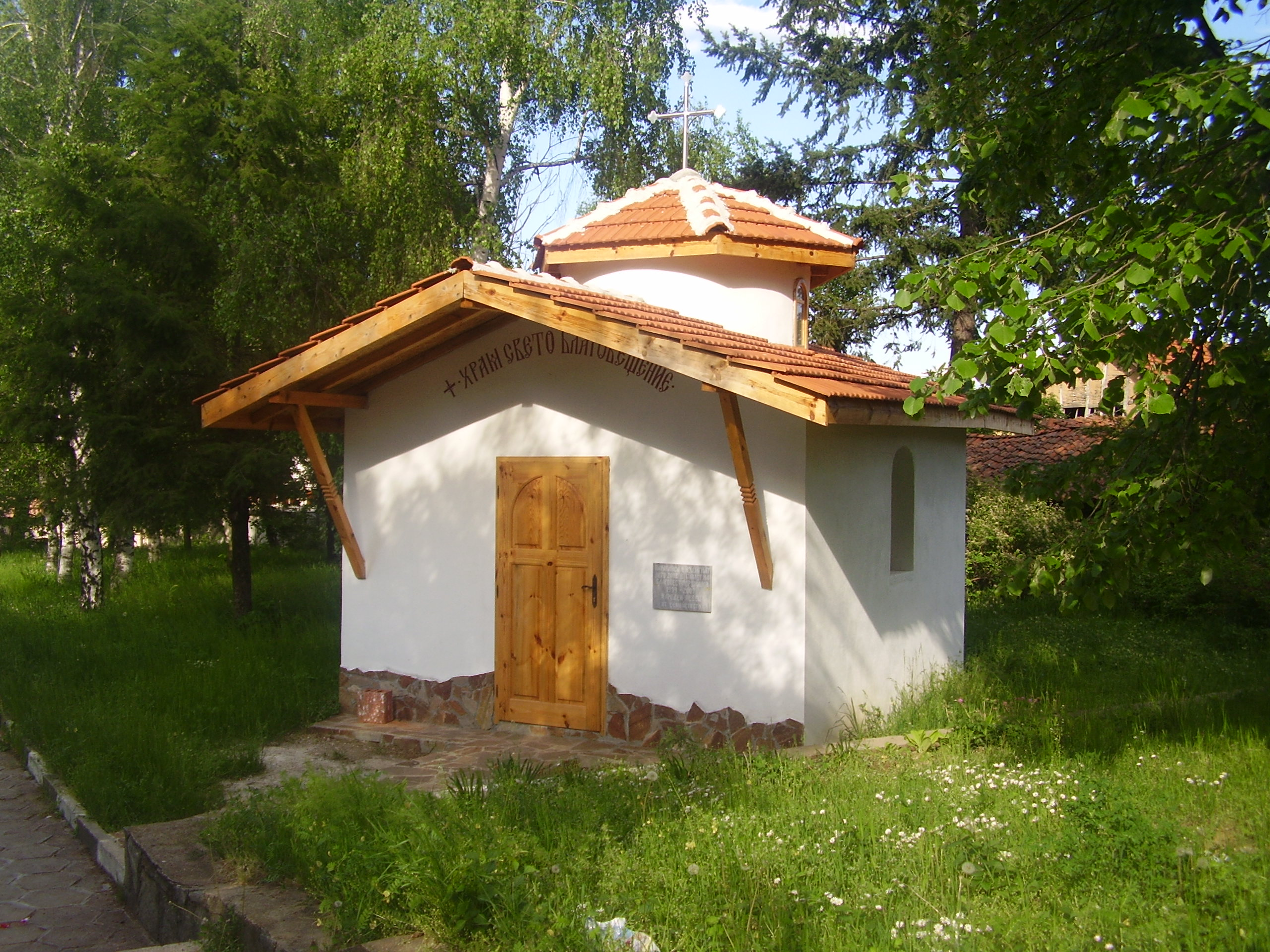
Kapellet från sidan.